# Giuseppe Dordoni
Giuseppe »Pino« Dordoni, italijanski atlet * 28. junij 1926, Piacenza, Italija, † 24. oktober 1998, Piacenza.
Dordoni je v svoji karieri nastopil na poletnih olimpijskih igrah v letih 1948 v Londonu, 1952 v Helsinkih, 1956 v Melbournu in 1960 v Rimu. Največji uspeh kariere je dosegel na igrah leta 1952, ko je postal olimpijski prvak v hitri hoji na 50 km, dosegel pa je še sedmo in dve deveti mesti na olimpijskih igrah. Leta 1950 je v Bruselju postal evropski prvak v tej disciplini, zmagal pa je tudi na Sredozemskih igrah v letih 1951 in 1955 v hitri hoji na 10 km.